# جوائز جمعية السينما الصوتية
جوائز جمعية السينما الصوتية (بالإنجليزية: Cinema Audio Society Awards) حفل توزيع الجوائز السنوي الذي تقدمه جمعية السينما الصوتية (كاليفورنيا، الولايات المتحدة) لتكريم الإنجازات البارزة في خلط الصوت. تم تقديم هذه الجوائز من جمعية السينما الصوتية منذ عام 1994.
المسابقة مفتوحة للأفلام، والبرامج التلفزيونية التي يتم إصدارها، أو بثها خلال السنة التقويمية. يتم الكشف عن الفائزين في حفل مغلف مغلق خلال حفل توزيع جوائز جمعية السينما الصوتية في الربيع التالي. يتم اختيار الفائزين بالكامل من خلال اقتراع كتابي للأعضاء النشطين في جمعية السينما الصوتية C.A.S.
تشمل الجوائز أيضًا جائزة صانع الأفلام، وشرف الإنجاز الوظيفي، وجائزة تقدير الطلاب، وجائزة الإنجاز الفني.

## وصلات خارجية
https://cinemaaudiosociety.org/ جوائز جمعية السينما الصوتية
https://cinemaaudiosociety.org/cas-awards/ جوائز جمعية السينما الصوتية
https://www.imdb.com/event/ev0000175/2020/1/ جوائز جمعية السينما الصوتية
https://www.imdb.com/event/ev0000175/2011/1/ جوائز جمعية السينما الصوتية
https://ngaitahu.iwi.nz/tag/cinema-audio-society-award/ نسخة محفوظة 16 مارس 2020 على موقع واي باك مشين. جوائز جمعية السينما الصوتية